# Národní politika

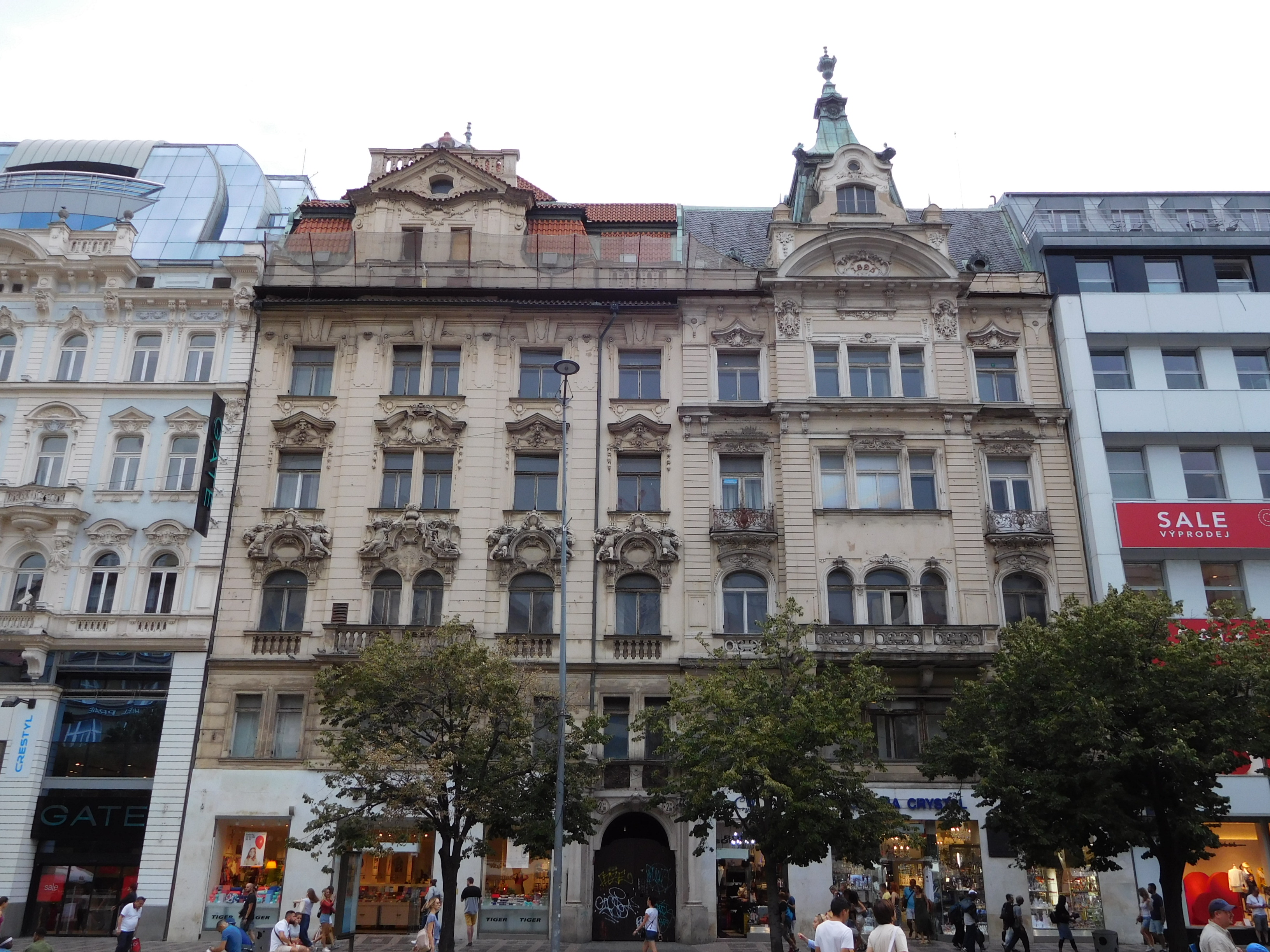
Budova redakce deníku Politik (dům vpravo) z roku 1895 na Václavském náměstí

Národní politika (ISSN 1805-2444) byl český deník, který začal vycházet od konce roku 1883 do 11. května 1945 již samostatně. V roce 1883 jej začal vydávat Tiskařský a vydavatelský závod Politika, byl ve vlastnictví družstva s ručením omezeným a sám sebe označoval jako „nepolitický list“. Jeho přímým předchůdcem byla Česká politika, samostatná příloha německého deníku deníku Politik. V obou denících působil redaktor Adolf Srb. Národní politika politicky podporovala staročechy, za první republiky byla blízká národním demokratům Karla Kramáře. Od roku 1939 patřila stejně jako řada dalších novin k listům Národního souručenství.

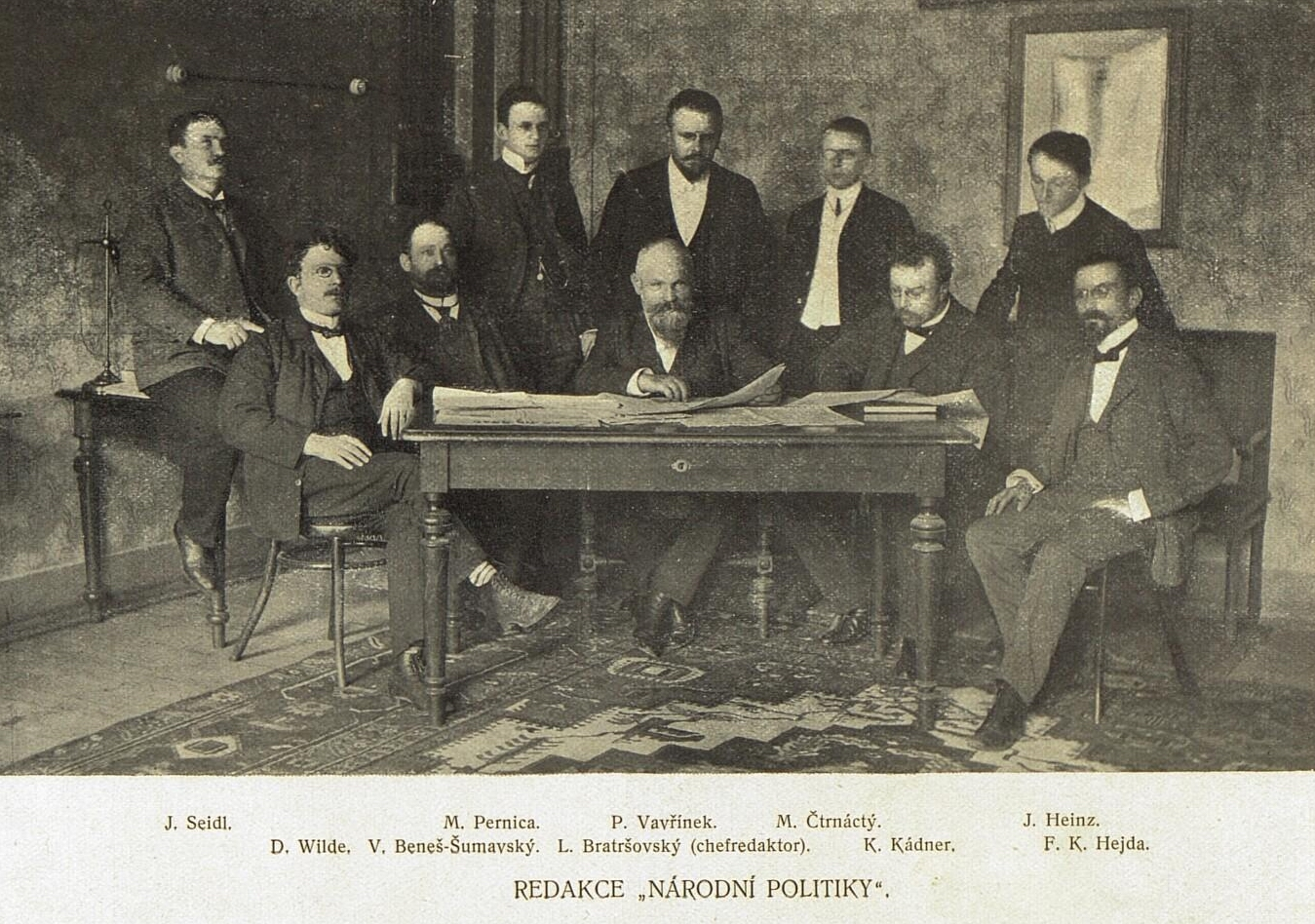
Redakce Národní politiky, 1904
Jan Seidl, M. Pernica, Prokop Vavřínek, Miloš Čtrnáctý, J. Heinz
D. Wilde, Václav Beneš-Šumavský, Ludvík Bartršovský (šéfredaktor), Karel Kádner, František Karel Hejda

Náklad deníku dosahoval až 120 000 výtisků, nedělní vydání pak až 400 000 výtisků. Vycházel dvakrát denně, ranní vydání mělo 10 až 23 stran, odpolední 4 až 6 stran. V pondělí, ve svátek a v neděli vycházelo jen jedno vydání. Nedělní vydání bylo o polovinu dražší než všednodenní. Národní politika byla nejprodávanějším deníkem v předválečném Československu, vynikala informační a inzertní částí a měla výrazný vliv na střední vrstvy. Deník byl populární také díky románu na pokračování a díky  vícestránkové inzertní příloze Malý oznamovatel.

## Redakce
Sídlo redakce bylo od 80. let do roku 1896 střídavě v domě U Subitánů na Václavském náměstí čp. 834// č.o. 5, nebo v kanceláři administrace listu v Pštrosově ulici 15. Od roku 1900 redakce sídlila v nově postaveném sídle vydavatelství Politika na parcele domu U Štočků čp. 835/II, Václavské náměstí 15. V témže domě sídlila také redakce německého deníku Politik. Do budovy byl zaveden telefon.

## Šéfredaktoři
Seznam vybraných šéfredaktorů Národní politiky:
- 1883–1885 – Adolf Srb
- 1886 – JUDr. Josef Hubáček
- 1887–1893 – Adolf Srb
- 1894–1895 – Josef Kummer
- 1896–1905 – Ludvík Bratršovský[8]
- 1906–1919 – Václav Hübner
- 1920–1926 – Karel Žák
- 1925 – Václav Beneš Šumavský[zdroj?]
- 1927 – Josef Janda
- 1938 – Václav Crha[9][10]
- 1943 – Jan Scheinost[10]

## Významní redaktoři
Josef Hais Týnecký, Miloš Čtrnáctý, Antonín Rouček, Lev Borský (Leo Bondy), František Sekanina, Alois Česaný, Olga Fastrová, Jan Hejret, Jan Hrabě, Josef Janda, Jaroslav Kalva, Ladislav Mattuš, Arnold Miller, Jan Pakosta, Jan Seidl, Rostislav Bohuslav Svoboda, Prokop Vavřínek, Karel Žák.